# Pfaffenhausen
Pfaffenhausen è un comune tedesco di 2 336 abitanti, situato nel land della Baviera.